# Готовицкий (посёлок)
Готовицкий — посёлок в Саратовском районе Саратовской области России. С 1 января 2022 года входит в состав городского округа город Саратов.

## Физико-географическая характеристика
Посёлок Готовицкий располагается на севере Саратовского района, в 10 километрах от посёлка Дубки и в 28 километрах от областного центра города Саратова. Посёлок располагается на берегах реки Курдюм.
Климат
Климат в посёлке близок к умеренно-холодному климату. Количество осадков является значительным даже в засушливый месяц (согласно классификации климатов Кёппена — Dfa). Среднегодовая температура — 6,5 °C. Самый сухой месяц — март с 25 мм осадков. В августе количество осадков достигает своего пика — в среднем 45 мм.
Часовой пояс
Готовицкий, как и вся Саратовская область, находится в часовой зоне МСК+1. Смещение применяемого времени относительно UTC составляет +4:00.
Уличная сеть
В посёлке две улицы: Мирная, Заречная. Также к населённому пункту относятся одиннадцать территорий садово некоммерческих товариществ: Аграрник, Астра, Венера, Высотка, Кировец, Надежда, Роса, Сотрудник, Экономист-3, СТ Высотка, СТ Кировец.

## Население
| 2010 |
| ---- |
| 5    |

На 2019 год в посёлке проживало 5 человек, насчитывается 4 двора.

## Инфраструктура
Посёлок не газифицирован.